# Turó de Fellines
El Turó de Fellines és una muntanya de 166 metres que es troba al municipi de Vilademuls, a la comarca catalana del Pla de l'Estany. Al cim podem trobar-hi un vèrtex geodèsic (referència 306092001).